# Wapen van Mali

Wapen van Mali

Het huidige wapen van Mali is in gebruik sinds 20 oktober 1973. Het toont in het midden de moskee van Djenné met daarboven een vliegende gier. Onder de moskee staan twee bogen met pijl en een opkomende zon, waaronder het nationale motto van Mali staat,  un peuple-un but-une-foi (een volk-een doel-een geloof). kleuren van de elementen van het wapen, waaronder de achtergrondkleur, zijn in verschillende varianten te zien.
Algerije · Angola · Benin · Botswana · Burkina Faso · Burundi · Centraal-Afrikaanse Republiek · Comoren · Congo-Brazzaville · Congo-Kinshasa · Djibouti · Egypte · Equatoriaal-Guinea · Eritrea · Ethiopië · Gabon · Gambia · Ghana · Guinee · Guinee-Bissau · Ivoorkust · Kaapverdië · Kameroen · Kenia · Lesotho · Liberia · Libië · Madagaskar · Malawi · Mali · Marokko · Mauritanië · Mauritius · Mozambique · Namibië · Niger · Nigeria · Oeganda · Rwanda · Sao Tomé en Principe · Senegal · Seychellen · Sierra Leone · Soedan · Somalië · Swaziland · Tanzania · Togo · Tsjaad · Tunesië · Westelijke Sahara · Zambia · Zimbabwe · Zuid-Afrika · Zuid-Soedan
Afhankelijke gebieden:
Brits Territorium in de Indische Oceaan · Canarische Eilanden · Ceuta · Melilla · Madeira · Mayotte · Réunion · Sint-Helena · Tristan da Cunha